# Spitzberg-Kaserne
Die Spitzberg-Kaserne war ein dreiteiliges Kasernenensemble der  preußischen Armee auf dem Spitzberg im Koblenzer Stadtteil Karthause.

## Geschichte

### Barackenkaserne am Spitzberg
Nach Armierung der Festung Koblenz aufgrund des Deutsch-Französischen Krieges und dem Ausmarsch der hier stationierten Truppen wurde im unteren Teil der heutigen Simmerner Straße (Position) ein Barackenlager für die Wach- und Sicherungseinheiten der Feste Kaiser Alexander und dem Fort Großfürst Konstantin angelegt und 1871 zu einem Barackenkasernement mit sieben Mannschaftsbaracken, einer Wirtschafts- und einer Küchenbaracke für das II. Bataillon und der 12. Kompanie des Königin Augusta Garde-Grenadier-Regiment Nr. 4 sowie einer Bürobaracke für die Fortifikationsverwaltung ausgebaut. Ende 1884 wurde eine Kompanie des II. Bataillons in die neue Fachwerkkaserne verlegt. 1893 erfolgte die Verlegung von zwei Kompanien des III. Bataillons, Infanterieregiments Nr. 68, vom Fort Asterstein nach hier, das dann vollständig am 1. Oktober 1902 die neu erbaute Erbgroßherzog-Friedrich-Kaserne bezog.

### Fachwerkkaserne am Spitzberg
Von 1883 bis 1885 entstand unter der Leitung des Garnisonbauinspektors Julius Goldmann ein einzelner mehrstöckiger Kasernenbau (Position) mit Abtrittsgebäude im I. Rayon unterhalb des Glacis der Feste Kaiser Alexander  und durfte daher nach dem noch gültigen Rayonsgesetz von 1871 nur in schnell niederzulegender Fachwerkbauweise aufgeführt werden. Etwas später entstand daneben ein zusätzliches Wirtschaftsgebäude. Das Mannschaftshaus wurde bereits am 1. November 1884 von einer Kompanie des II. Bataillons, Königin Augusta Garde-Grenadier-Regiment Nr. 4, bezogen. Im September 1893 verlegte das gesamte Regiment nach Spandau und eine Kompanie des III. Bataillons, Infanterieregiment Nr. 68, wurden hier bis zum Umzug in die Erbgroßherzog-Friedrich-Kaserne untergebracht. Die Fachwerkkaserne musste 1910 wegen Baufälligkeit geräumt werden, wurde beim Kriegsausbruch 1914 nochmals mit einer Kompanie des Reserve-Infanterieregiments Nr. 25 belegt und schließlich erst 1932 abgebrochen.

### Spitzberg-Kaserne
Nach Aufgabe der linksrheinischen Befestigungsanlagen in Koblenz war es möglich geworden, in deren näheren Umgebung auch vollständig gemauerte Gebäude zu errichten. Als Ersatz für die baufällige Fachwerkkaserne und die völlig unzureichenden Unterkünfte in den Kasematten der Feste Kaiser Alexander entstand für das II. Bataillon,  Infanterieregiment Nr. 68, zwischen 1910 und 1914 am Standort der früheren Baracken die Spitzberg-Kaserne (Position), bestehend aus zwei Mannschaftshäusern sowie einem Stabs- und einem Wirtschaftsgebäude. Von 1923 bis 1929 wurde sie als Caserne Lafayette von dem französischen Infanterieregiment Nr. 151 belegt. Es folgte 1933 der Umbau des unteren Mannschaftsgebäudes zu einem Wohnhaus. In das obere zog der Reichsarbeitsdienst ein, der es seit 1939 als Verwaltungsgebäude für den Arbeitsgau XXIV, Mittelrhein, nutzte. Im Zweiten Weltkrieg schwer beschädigt, wurde es schließlich Ende der 1940er Jahre unter französischer Verwaltung zu einer Justizvollzugsanstalt unter Weglassung der neubarocken Verzierungen an Dächern und Fassaden umgebaut.
Auf dem ehemaligen Kasernengelände sind seitdem noch einige weitere Gebäude entstanden, eins davon an der Stelle des Mannschaftshauses der Fachwerkkaserne am Spitzberg.

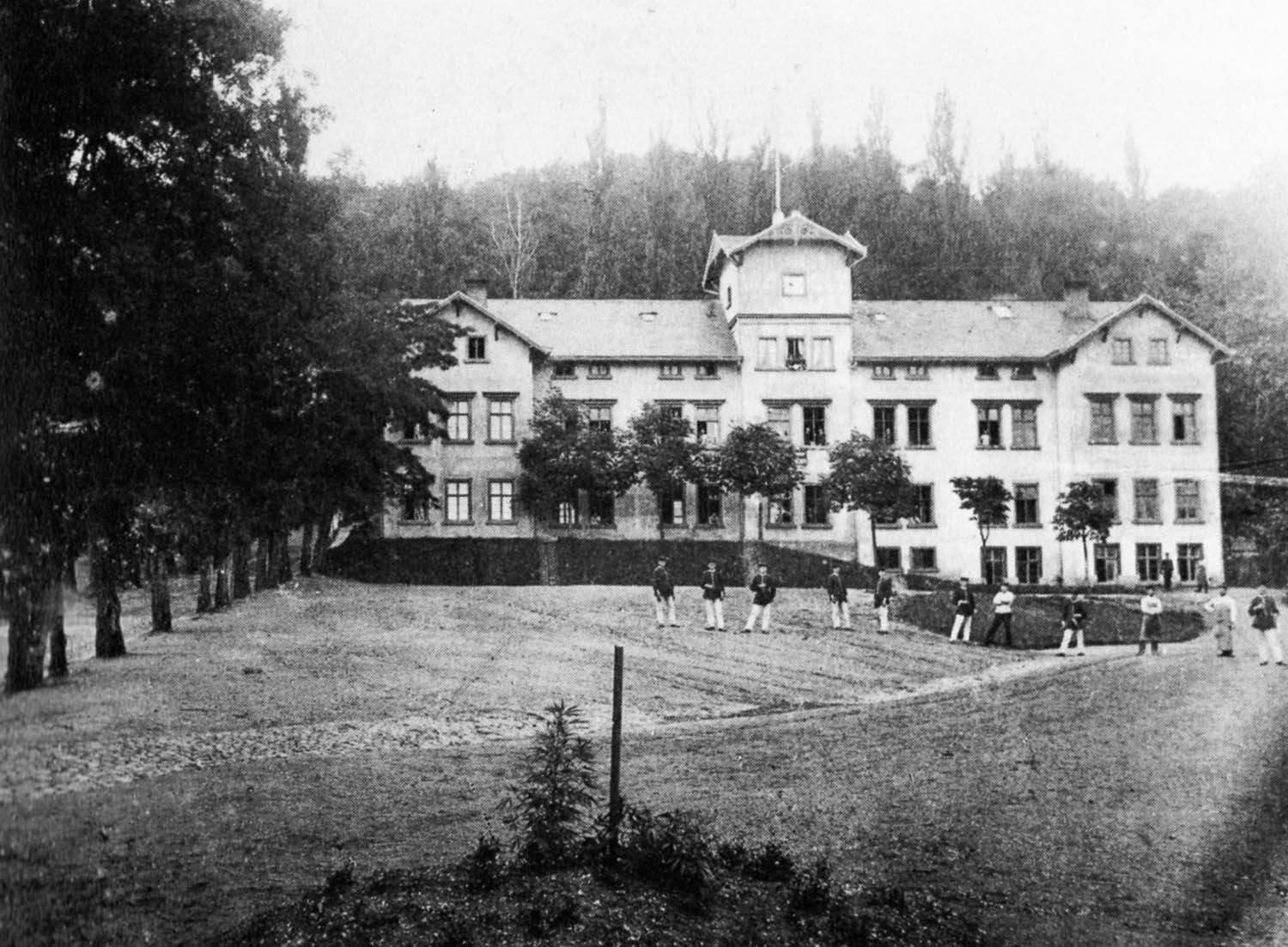
Fachwerkkaserne am Spitzberg (um 1896)
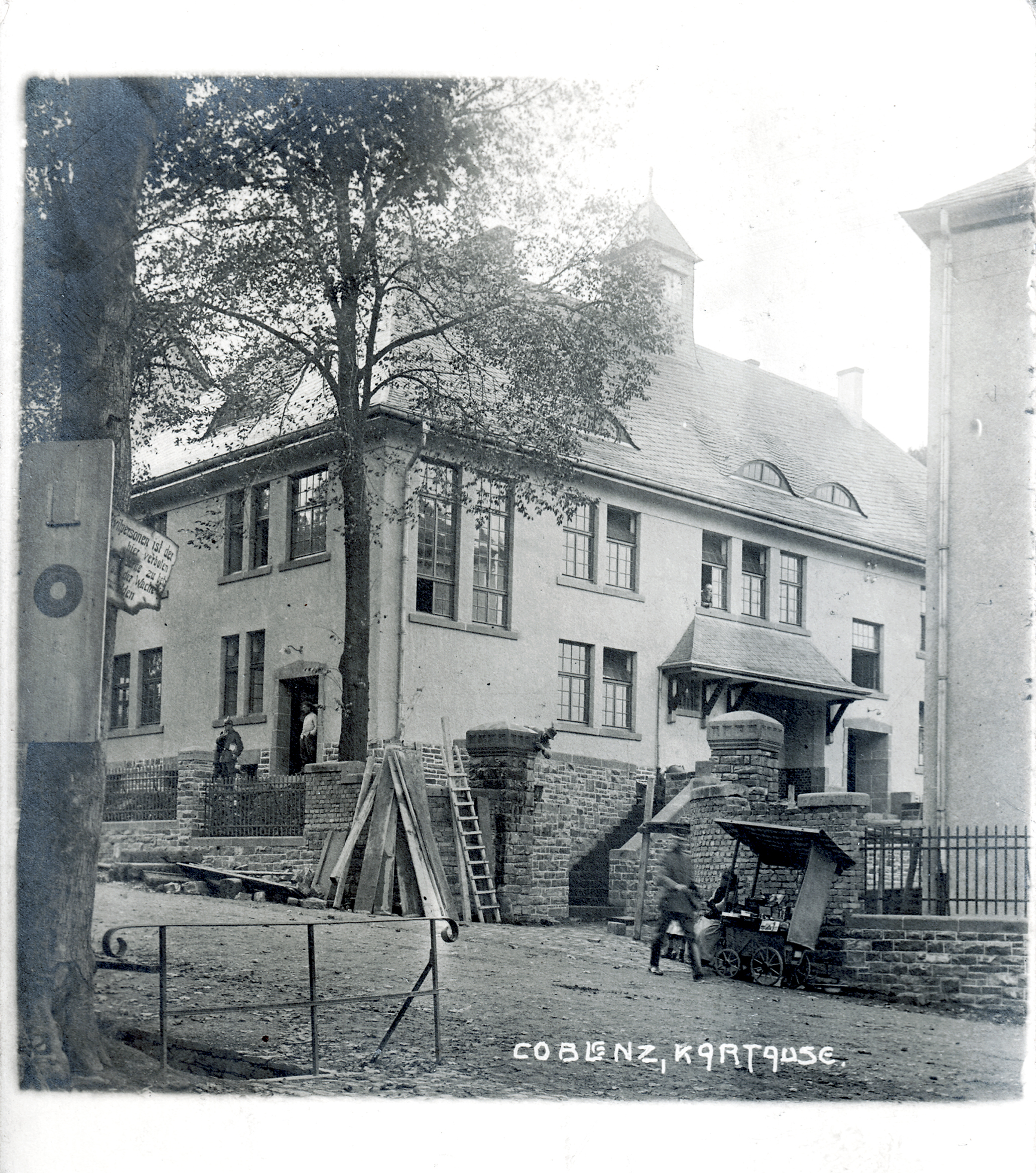
Stabshaus der Spitzberg-Kaserne, um 1914
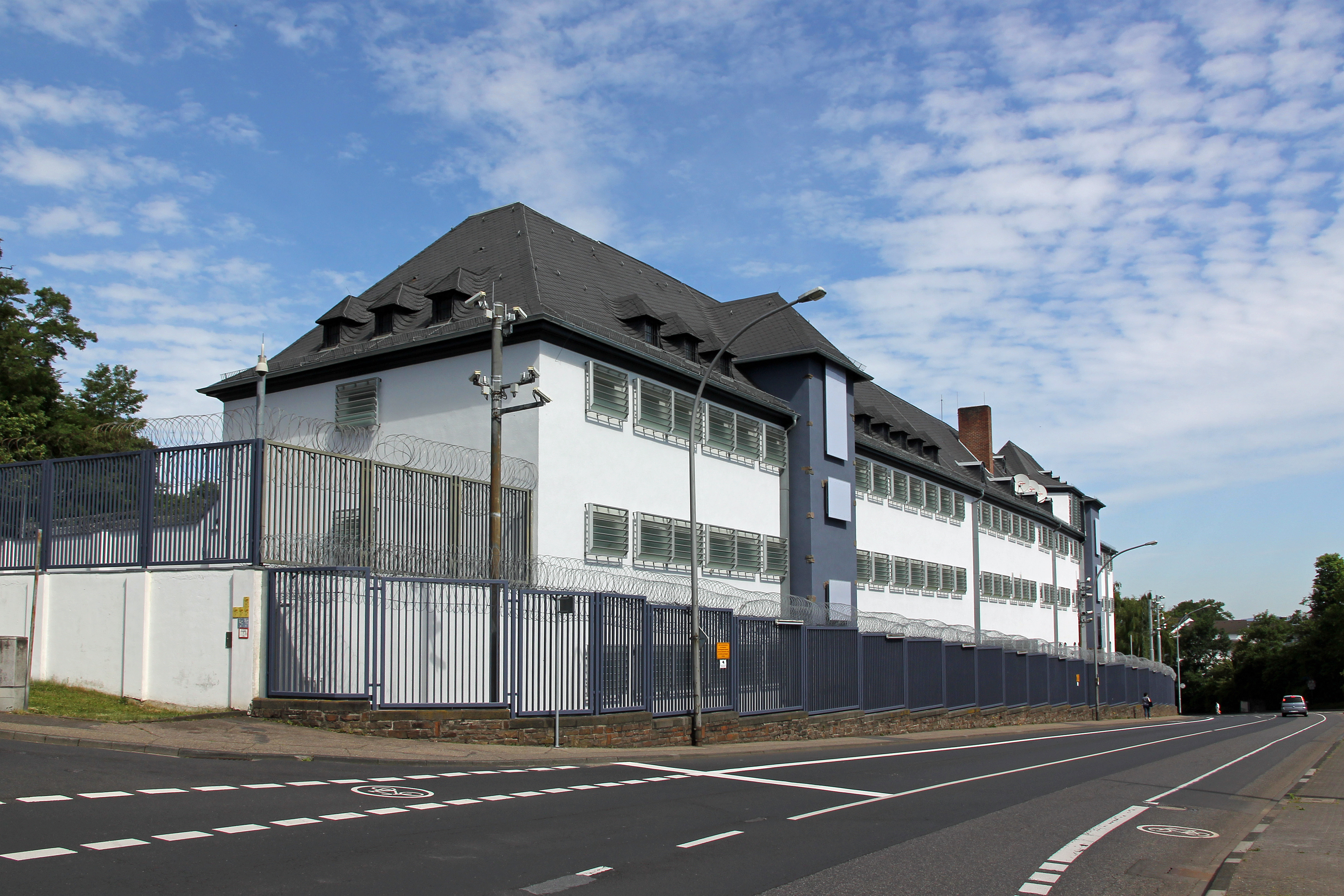
Das hangaufwärts gelegene Gebäude der Spitzbergkaserne – jetzt JVA